# Área rural de Freetown
El área rural de Freetown es una de las dos áreas en las que se divide el Área Occidental de Freetown (Sierra Leona). En 2004 albergaba una población aproximada de 164.024 personas.

## Localidades con población en diciembre de 2015
- Koya 70,423
- Mountain 30,488
- Waterloo 213,778
- York 129,581

## Division Administrativa
El distrito de Área rural de Freetown se divide en 4 jefacturas (Chiefdoms)
- Koya rural
- Mountain rural
- Waterloo rural
- York rural

- Datos: Q2030876
- Multimedia: Western Area Rural District / Q2030876